# Oleksandr Pjeljesjenko
Oleksandr Joerijovitsj Pjeljesjenko (Oekraïens: Олександр Юрійович Пєлєшенко) (Stanytsja Loehanska (Oblast Loehansk), 7 januari 1994 – 5 mei 2024) was een Oekraïens gewichtheffer.

## Biografie
Pjeljesjenko eindigde op de Olympische Zomerspelen 2016 in Rio de Janeiro als vierde in de gewichtsklasse tot 85 kilo. Hij werd Europees kampioen in dezelfde gewichtsklasse in 2016 en 2017. In 2018 werd hij geschorst wegens een positieve dopingtest en kwam sindsdien niet meer in actie.
In 2022 sloot Pjeljesjenko zich aan bij het Oekraïense leger tijdens de Russische invasie van Oekraïne. Hij overleed in 2024 op 30-jarige leeftijd tijdens een gevechtsoperatie in zijn geboorteland. Pjeljesjenko werd daarmee de eerste olympisch deelnemer die is omgekomen in de oorlog in Oekraïne.